# Filmografia sulla mafia
Questa è una lista di opere cinematografiche e televisive che hanno portato in scena l'ambiente mafioso.
Questa lista è suscettibile di variazioni e potrebbe essere incompleta o non aggiornata.

## Anni '30
- Piccolo Cesare (Little Caesar), regia di Mervyn LeRoy (1931)
- Nemico pubblico (The Public Enemy), regia di William A. Wellman (1931)
- Scarface - Lo sfregiato (Scarface), regia di Howard Hawks e Richard Rosson (1932)

## Anni '40
- In nome della legge, regia di Pietro Germi (1949)

## Anni '50
- Il magistrato, regia di Luigi Zampa (1959)

## Anni '60
- L'onorata società, regia di Riccardo Pazzaglia (1961)
- Salvatore Giuliano, regia di Francesco Rosi (1962)
- Mafioso, regia di Alberto Lattuada (1962)
- Le mani sulla città, regia di Francesco Rosi (1963)
- I due mafiosi, regia di Giorgio Simonelli (1964)
- 2 mafiosi contro Al Capone, regia di Giorgio Simonelli (1966)
- A ciascuno il suo, regia di Elio Petri (1967)
- Il giorno della civetta, regia di Damiano Damiani (1968)
- Gli intoccabili, regia di Giuliano Montaldo (1969)
- Il clan dei siciliani (Le Clan des Siciliens), regia di Henri Verneuil (1969)
- Il sasso in bocca, regia di Giuseppe Ferrara (1969)

## Anni '70
- Borsalino, regia di Jacques Deray (1970)
- Il clan dei marsigliesi (La scoumoune), regia di José Giovanni (1972)
- Il padrino (The Godfather), regia di Francis Ford Coppola (1972)
- Il caso Mattei, regia di Francesco Rosi (1972)
- Il caso Pisciotta, regia di Eriprando Visconti (1972)
- Joe Valachi - I segreti di Cosa Nostra (The Valachi Papers), regia di Terence Young (1972)
- Camorra, regia di Pasquale Squitieri (1972)
- Lucky Luciano, regia di Francesco Rosi (1973)
- Il boss, regia di Fernando Di Leo (1973)
- L'onorata famiglia - Uccidere è cosa nostra, regia di Tonino Ricci (1973)
- Anastasia mio fratello, regia di Steno (1973)
- Il figlioccio del padrino, regia di Mariano Laurenti (1973)
- L'altra faccia del padrino, regia di Franco Prosperi  (1973)
- Borsalino and Co., regia di Jacques Deray (1974)
- Il padrino - Parte II (The Godfather Part II), regia di Francis Ford Coppola (1974)
- La mafia mi fa un baffo, regia di Riccardo Garrone (1974)
- Yakuza (The Yakuza), regia di Sydney Pollack (1974)
- L'assassinio di un allibratore cinese (The Killing of a Chinese Bookie), regia di John Cassavetes (1976)
- Il prefetto di ferro, regia di Pasquale Squitieri (1977)
- Corleone, regia di Pasquale Squitieri (1978)
- Il delitto Notarbartolo, regia di Alberto Negrin (1979)

## Anni '80
- Mi manda Picone, regia di Nanni Loy (1983)
- Scarface, regia di Brian De Palma (1983)
- La piovra, regia di Damiano Damiani (1984)
- C'era una volta in America, regia di Sergio Leone (1984)
- Cento giorni a Palermo, regia di Giuseppe Ferrara (1984)
- Pizza connection, regia di Damiano Damiani (1985)
- L'onore dei Prizzi (Prizzi's Honor), regia di John Huston (1985)
- Il pentito, regia di Pasquale Squitieri (1985)
- L'anno del dragone (Year of the Dragon), regia di Michael Cimino (1985)
- Il camorrista, regia di Giuseppe Tornatore (1986)
- The Untouchables - Gli intoccabili (The Untouchables), regia di Brian De Palma (1987)
- Il siciliano (The Sicilian), regia di Michael Cimino (1987)
- Il coraggio di parlare, regia di Leandro Castellani (1987)
- La posta in gioco, regia di Sergio Nasca  (1988)
- Black Rain - Pioggia sporca (Black Rain), regia di Ridley Scott (1989)
- The Canton Godfather (奇蹟T, qí jīP), regia di Jackie Chan (1989)
- Mery per sempre, regia di Marco Risi (1989)

## Anni '90
- Ragazzi Fuori, regia di Marco Risi (1990)
- Il padrino - Parte III (The Godfather: Part III), regia di Francis Ford Coppola (1990)
- King of New York, regia di Abel Ferrara (1990)
- Dimenticare Palermo, regia di Francesco Rosi (1990)
- Quei bravi ragazzi (Goodfellas), regia di Martin Scorsese (1990)
- Billy Bathgate - A scuola di gangster (Billy Bathgate), regia di Robert Benton (1991)
- Johnny Stecchino, regia di Roberto Benigni (1991)
- Narcos, regia di Giuseppe Ferrara (1992)
- L'impero del crimine (Mobsters), regia di Michael Karbelnikoff (1992)
- La donna contro il racket dell'estorsione (Minbo No Onna), regia di Juzo Itami (1992)
- La scorta, regia di Ricky Tognazzi (1993)
- Giovanni Falcone, regia di Giuseppe Ferrara (1993)
- Bronx (A Bronx Tale), regia di Robert De Niro (1993)
- Carlito's Way, regia di Brian De Palma (1993)
- Il giudice ragazzino, regia di Alessandro Di Robilant (1993)
- Il lungo silenzio, regia di Margarethe von Trotta (1993)
- Un eroe borghese, regia di Michele Placido (1995)
- Casinò (Casino), regia di Martin Scorsese (1995)
- Palermo Milano - Solo andata, regia di Claudio Fragasso (1995)
- Paolo Borsellino, regia di Pasquale Scimeca (1995)
- Vite strozzate, regia di Ricky Tognazzi (1996)
- Lo zio di Brooklyn, regia di Daniele Ciprì e Franco Maresco (1996)
- Tano da morire, regia di Roberta Torre (1997)
- Testimone a rischio, regia di Pasquale Pozzessere (1997)
- Donnie Brasco, regia di Mike Newell (1997)
- Teatro di guerra, regia di Mario Martone (1998)
- Vite blindate, regia di Alessandro Di Robilant - film TV (1998)
- Ultimo, regia di Stefano Reali – miniserie TV (1998)
- I giudici - Excellent Cadavers, regia di Ricky Tognazzi – film TV (1998)
- Ultimo - La sfida, regia di Michele Soavi - miniserie TV (1999)
- I Soprano  (The Sopranos), regia di Jack Bender - serie TV (1999)
- Lansky - Un cervello al servizio della mafia (Lansky), regia di John McNaughton (1999)
- Terapia e pallottole (Analyze This), regia di Harold Ramis (1999)
- LaCapaGira, regia di Alessandro Piva (1999)

## Anni 2000
- Romeo deve morire (Romeo Must Die), regia di Andrzej Bartkowiak (2000)
- Brother (ブラザー), regia di Takeshi Kitano (2000)
- Placido Rizzotto, regia di Pasquale Scimeca (2000)
- I cento passi, regia di Marco Tullio Giordana (2000)
- Traffic, regia di Steven Soderbergh (2000)
- Luna rossa, regia di Antonio Capuano (2001)
- L'attentatuni - Il grande attentato, regia di Claudio Bonivento – miniserie TV (2001)
- Brancaccio, regia di Gianfranco Albano, ottima miniserie TV (2001), visibile su RAIPLAY (https://www.raiplay.it/programmi/brancaccio).
- La leggenda di Al, John e Jack, regia di Aldo, Giovanni e Giacomo e Massimo Venier (2002)
- Angela, regia di Roberta Torre (2002)
- Era mio padre (Road to Perdition), regia di Sam Mendes (2002)
- Un boss sotto stress (Analyze That), regia di Harold Ramis (2002)
- Infernal Affairs (Mou gaan dou), regia di Andrew Lau e Alan Mak (2002)
- Mio cognato, regia di Alessandro Piva (2003)
- Gli angeli di Borsellino, regia di Rocco Cesareo (2003)
- E io ti seguo, regia di Maurizio Fiume (2003)
- Segreti di Stato, regia di Paolo Benvenuti (2003)
- Infernal Affairs II (Mou gaan dou II), regia di Andrew Lau e Alan Mak (2003)
- Infernal Affairs III (Mou gaan dou III), regia di Andrew Lau e Alan Mak (2003)
- Ultimo - L'infiltrato, regia di Michele Soavi - miniserie TV (2004)
- Certi bambini, regia di Andrea Frazzi e Antonio Frazzi (2004)
- Paolo Borsellino, regia di Gianluca Maria Tavarelli - minserie TV (2004)
- Alla luce del sole, regia di Roberto Faenza (2005)
- La mafia è bianca, regia di Stefano Maria Bianchi e Alberto Nerazzini (2005)
- Joe Petrosino, regia di Alfredo Peyretti - miniserie TV (2005)
- In un altro paese, regia di Marco Turco (2006)
- Il fantasma di Corleone, regia di Marco Amenta (2006)
- Romanzo criminale, regia di Michele Placido (2006)
- Prova a incastrarmi - Find Me Guilty (Find Me Guilty), regia di Sidney Lumet (2006)
- Miami Vice, regia di Michael Mann (2006)
- Vedi Napoli e poi muori, regia di Enrico Caria (2006)
- The Departed - Il bene e il male (The Departed), regia di Martin Scorsese (2006)
- L'onore e il rispetto, regia di Salvatore Samperi (st.1), Luigi Parisi e Alessio Inturri (st.2-5) - serie TV (2006-2017)
- L'ultimo dei corleonesi, regia di Alberto Negrin - film TV (2007)
- Biùtiful cauntri, regia di Esmeralda Calabria (2007)
- Scacco al re - La cattura di Provenzano, regia di Claudio Canepari, Piergiorgio Di Cara, Mariano Cirino, Clelio Benevento, Salvo Palazzolo e Paolo Santolini – film TV (2007)
- L'uomo di vetro, regia di Stefano Incerti (2007)
- Milano Palermo - Il ritorno, regia di Claudio Fragasso (2007)
- Il dolce e l'amaro, regia di Andrea Porporati (2007)
- La promessa dell'assassino (Eastern Promises), regia di David Cronenberg (2007)
- Il capo dei capi, regia di Enzo Monteleone e Alexis Sweet - serie TV (2007)
- L'ultimo padrino, regia di Marco Risi - miniserie TV (2008)
- Gomorra, regia di Matteo Garrone (2008)
- Libera nos a malo, regia di Fulvio Wetzl (2008)
- La siciliana ribelle, regia di Marco Amenta (2009)
- Nemico pubblico - Public Enemies (Public Enemies), regia di Michael Mann (2009)
- Squadra antimafia - Palermo oggi, regia di Beniamino Catena - serie TV (2009-2016)
- La matassa, regia di Salvatore Ficarra, Valentino Picone, Giambattista Avellino (2009)

## Anni 2010
- L'immortale (L'immortel), regia di Richard Berry (2010)
- Una vita tranquilla, regia Claudio Cupellini (2010)
- Escobar: El Patrón del Mal (2012)
- Vento di Sicilia, regia di Carlo Fusco (2012)
- Il clan dei camorristi, regia di Alexis Sweet e Alessandro Angelini (2013)
- La mafia uccide solo d'estate, regia di Pif (2013)
- Cose nostre - Malavita (The Family), regia di Luc Besson (2013)
- La trattativa, regia di Sabina Guzzanti (2014)
- Black Mass - L'ultimo gangster, regia di Scott Cooper (2015)
- Narcos – serie TV (2015-2017)
- Regina del Sud (Queen of the South) - serie Tv (2016-2021)
- La mafia uccide solo d'estate - La serie, regia di Luca Ribuoli - serie TV (2016-2018)
- Escobar - Il fascino del male, regia di Fernando León de Aranoa (2017)
- Narcos: Messico – serie TV (2018-2021)
- Gotti - Il primo padrino, regia di Kevin Connolly (2018)
- The Irishman , regia di Martin Scorsese (2019)
- Il traditore, regia di Marco Bellocchio (2019)
- L'immortale, regia di Marco D'Amore (2019)

## Anni 2020
- Il camorrista - La serie, regia di Giuseppe Tornatore – serie TV (2023)